# Temurhuja Abduholikov
Temurhuja Abduholikov (Temurkhuja Abdukholikov) (Taškent, 25. rujna 1991.) je uzbekistanski nogometaš koji igra na poziciji napadača. Trenutačno nastupa za Bunyodkor.

## Karijera

### Klupska karijera
Seniorsku je karijeru započeo 2009. godine u drugoj momčadi Bunyodkora iz rodnog Taškenta. Nakon dvije godine provedene u Bunyodkoru prelazi u najuspješni uzbekistanski klub Pahtakor. Za novi klub debitirao je 5. ožujka 2011. godine u prvenstvenoj utakmici s Qizilqum Zarafshon. U istoj utakmici postigao je i svoj prvi pogodak, u 88. minuti za konačnih 2:0. S Pahtakorom je 2011. godine osvojio uzbekistanski kup, a 2012. i prvenstvo. Nastupao je i u azijskoj Ligi prvaka. Krajem siječnja 2014. godine uspješno prolazi probu u splitskom Hajduku, a 10. veljače iz kluba je objavljeno da Abdukholikov i službeno postaje igračem Hajduka. Prvi nastup za Hajduk ima 2. ožujka 2014. godine protiv Slaven Belupa u Splitu (3:0) kao zamjena Kouassiju u 69. minuti.
Svoj prvi službeni pogodak u dresu Hajduka je postigao 28. ožujka 2014. godine protiv Zadra na Poljudu u sklopu 28. kola 1. HNL 2013./14.
Statistika u Hajduku
| Natjecanje        | Nastupi | Zgoditci |
| ----------------- | ------- | -------- |
| Prvenstvo         | 10      | 1        |
| Kup               | 1       | 0        |
| Superkup          | 0       | 0        |
| Međunarodne       | 0       | 0        |
| Splitski podsavez | 0       | 0        |
| Ukupno            | 11      | 1        |
| Prijateljske      | 4       | 2        |
| Sveukupno         | 15      | 3        |

### Reprezentativna karijera
Bivši je član uzbečke reprezentacije do 23 godine. Za A reprezentaciju Uzbekistana debitirao je 29. siječnja 2012. godine na prijateljskoj utakmici s reprezentacijom UAE.

## Vanjske poveznice
- Profil na soccerway.com
- Profil na transfermarkt.co.uk